# Жауа Бретонский
Жауа (род. ок. 500 года, умер 2 марта 554 года) — святой из Бретани. День памяти — 2 марта, .

## Житие
Святой Жауа (Jaoua, Joavan, Joevin, Jouvin, Jawa) является одним из более или менее мифических святых бретонцев из ранней Арморики, почитаемый в Бретани. Он был родом с британских островов. Его учителем был его дядя, святой Павел Аврелиан  († ок. 570 года), игумен Даулас, впоследствии епископ Леонский. Вместе с дядей и тринадцатью другими товарищами святой Жауа прибыл в Арморику ок. 520 года. Сначала они высадились, вероятно, на острове Уэссан, а затем на континенте, в Кербере, в настоящее время называемом Ламполь-Плудальмезо. Впоследствии он основал два монастыря: один minihy bihan (маленький монастырь), известный в средневековье под названием монастырь Ак (monastère d'Ac'h ou Ack), располагавшийся, быть может, в Плугерно́, другой, minihy bras (великий монастырь), стал волостным центром Старый Плювьен (Plouyen Koz). На его месте ныне располагается часовня святого Жауа.
Житие святого известно благодаря книге Альберта Великого La vie des saints de la Bretagne Armorique, в которой одна из глав посвящена житию святого Жауа.
Согласно древним легендам, святой Жауа был ирландцем, дядей принца Тинидора, отцом святого Тененана и племянником по матери Поля Аурелиана. Его отправили ещё молодым в Англию, где он отлично учился. По своём возвращении к отцу, он был явлен миру, чтобы вступить в выгодный брак. Но его склонности к религиозной жизни возобладали, он убежал из отцовского дома и отправился к своему святому дяде Полю в монастырь, который тот недавно основал на острове Уэссан. Шторм помешал ему туда попасть и прибил его в Брестскую бухту. Там он ступил на землю и был встречен святым Иудулом, игуменом Ландевеннекским, в монастыре которого он попросил одежду послушника после нескольких месяцев пребывания.
К концу своего послушничества святой Жауа отправился в Леон, к своему дяде Полю Аурелиану, бывшему там тогда епископом, был рукоположён во священника и, как утверждается, был назначен священником из Браспаре, что в горах Аррея, где он нашёл почти полностью идолопоклонство. Несмотря на его усердие, ему было очень трудно обращать жителей. Дом Лобино сообщает, что св.Жауа нашёл в Браспарте "много трудностей из-за того, что прихожане плохо образованны, и слабо катехизируются и управляются: св.Жауа относится к одним с терпением, к другим с напором, проповедует их, учит их, наставляет их, заботится о евангелизации, чтобы показать им путь ко Господу».
Правитель Фау, жестокий язычник, однажды, когда настоятели монастырей Корнуайя собрались в церкви Даула, рассеял верующих своими воинами, завалил дверь церкви и убил своими руками святого Тадека, который совершал богослужение, а также уничтожил большинство других присутствовавших монахов. Святой Иудул, настоятель Ландевеннека, был пойман, когда он пытался вернуться в свой монастырь, и правитель Фау отрубил ему голову. Святой Жауа счастливым образом избежал убийства.
Господь, - как гласит старая хроника, - не замедлил наказать этого вождя-святотатца, который вскоре после случившегося оказался одержим демоном до такой степени, что его слуги были вынуждены связать его. Кроме того, ужасный дракон вышел из моря и опустошил его поместья, пожирая людей и тварей. Большинство жителей признало в этих событиях влияние возмездия Господня и обратились к святому Полю с просьбой о молитве, за прекращение этих бедствий. Святой прелат, будучи тронутым судьбами этих язычников, отправился в Фау, где к нему пришёл его племянник Жауа. Там он повелел дракону предстать перед ним, не причиняя никому вреда. Чудовище повиновалось: святой Поль повязал свою епитрахиль вокруг его шеи и привязал его к своему посоху, который посадил в землю. Дракон оставался в этой ситуации таким же мирным, как если бы он был домашним животным. Поражённые этим чудом, все жители страны обратились с просьбой о крещении и обратились к христианской вере. Правитель Фау за убийство святых Иудула и Тадека основал аббатство Даула. Святой Жауа был поставлен первым настоятелем этого монастыря . »
Затем святой Жауа покинул свой  приход в Браспарте, оставив его на Тусреная (Tusrenaus), или на Тусвеана (теперь известному как Тужан), внука правителя Фау. Как сообщается, святой Жауа одно время стоял во главе монастыря на острове Батц, а также во главе монастыря Ак'х в Плугерно, который положил начало архидиаконии Ак'х, существовавшей в Плугерно в Средние века. Затем он присоединился к Полю Аурелиану, оставившему ему своё служение епископом Леона. Он отправился в Доль, чтобы быть получить рукоположение во епископа от святого Самсона, но это оспаривается различными историками, например Александром-Мари Томасом в его аннотации к книге Альберта Великого.
Вскоре после этого голод опустошил селение Браспарц. Народ умолил святой Жауа отправиться туда, чтобы остановить это бедствие своим заступничеством. Он прибыл туда, и по его молитвам в эти края пришло изобилие. Однако там он заболел и умер 2 марта 554 года. Прежде чем испустить дух святой Жауа приказал, положить своё тело на прицепную тележку, и похоронить себя там, где остановятся кони, в неё впряжённые. Эта воля была исполнена. Лошади сами отправились в края Леонские (Léonais). По прибытии в приход Плувиена тележка сломалась в местечке, называемом Порц-Ар-Шраз (Porz-ar-Chraz). Там тело святого было погребено. Храм в Плувиене был возведён на этом самом месте.
Святой Жауа по этой причине считается основателем (может быть, "post mortem"?) изначального ядра прихода Гуисуайон (Guicuyon), или Гуисьен (Guicyen)", получившего в XVIII веке название Плуйен (Plouyen), прежде чем получить название Плувьен (Plouvien), начиная с 1790 года.

## Прославление
Гробница святого Жауа была открыта в 1856 году и снова в августе 1897 года. Уже в 1698 году настоятель Браспарта Ботрефф совершил поездку в Плуйен для поиска мощей святого Жауа.
Фрагмент обретённых мощей 5 сентября 1897 года был перенесён с большой помпой насос в кафедральный собор Сен-Поль-де-Леон, а другие фрагменты мощей были торжественно перенесены в приходскую церковь Плуйена, в церковь Браспарта и в епископство Кемпер 6 марта 1898 года.
В Браспарте, когда туда прибыли мощи, значительная помощь с утра до вечера оказывалась всем населением близлежащих приходов, присутствовавшим на торжественном шествии. (...) Предваряемая многочисленным кортежем, (...) святая реликвия, которую несли четыре священника в ковчежце, прошла по улицам города, прежде чем занять в приходском храме почётное место, отведённое для неё. Святые мощи были помещены в реликварий, предложенный виконтом Рене де Керре, благодетелем существующего  по сей день прихода, шедшего в процессии при местном прощении.

## Почитание в современной Бретани
- Плувьен (Финистер) : часовня святого Жауа. Храм в романском стиле, датируемый XI веком, был построен на месте, где был похоронен святой Жауа и где располагалась первая деревянная часовня. На этом месте находилась первая приходская церковь в Плувьене, впоследствии переехавшая в расположение нынешней церкви. Нынешняя часовня датируется XVI веком, но в ней повторно использует остатки романской церкви. Там находится гробница святого Жауа, а рядом находится источник святого Жауа. Чин прощения[фр.] со святым Жауа проводится ежегодно в первое воскресенье мая. Частная католическая школа в Плувьене носит его имя [20].
- Браспар : святой Жауа больше не является титулярным святым Браспаров (им является святой Тужан, но он по-прежнему почитается там). Две картины, которые исчезли, были в часовне Святой Анны храма Пресвятой Богородицы и святого Тужана в Браспартах[фр.], которая, напротив, сохранила, помимо реликвария, статую предстоятеля и хоругви.
- монастырь Пресвятой Богородицы в Дауласе[фр.], где он был первым настоятелем.
- Сен-Жуан-де-л’Иль (Кот-д’Армор).
- Сан-Жуан-де-Гере[фр.] (Иль и Вилен).

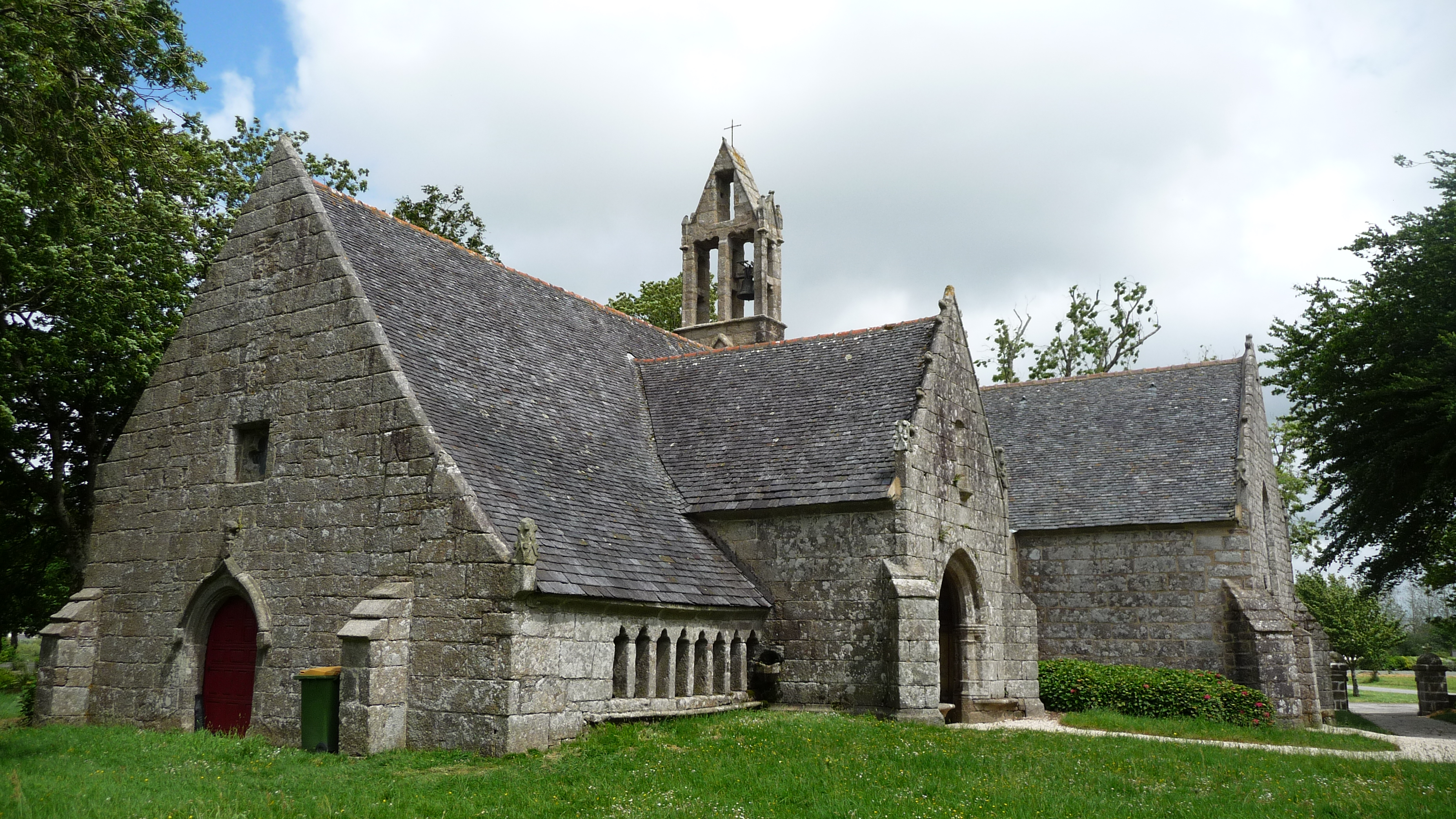
Плувьен: часовня святого Жауа
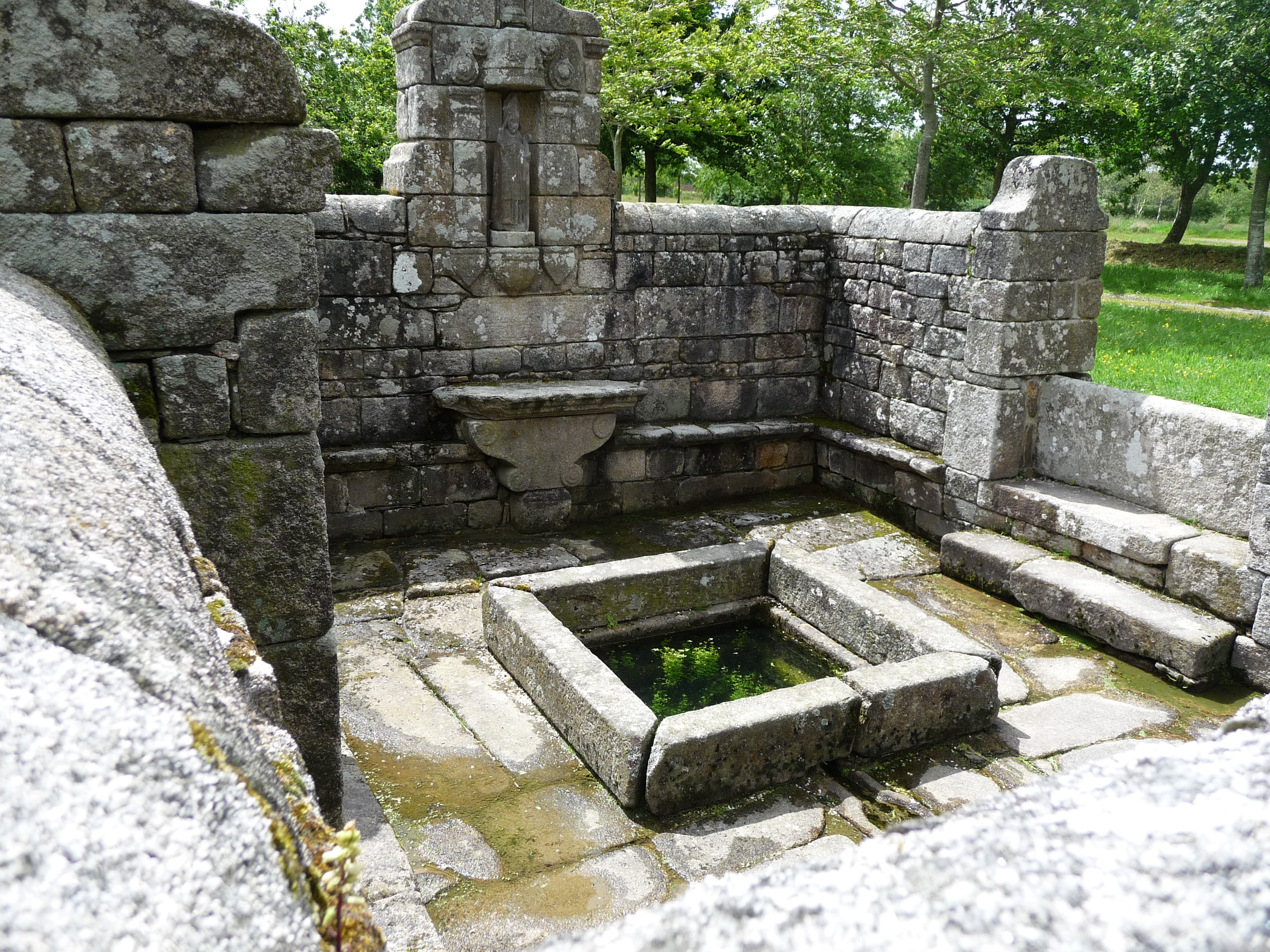
Плувьен: источник святого Жауа
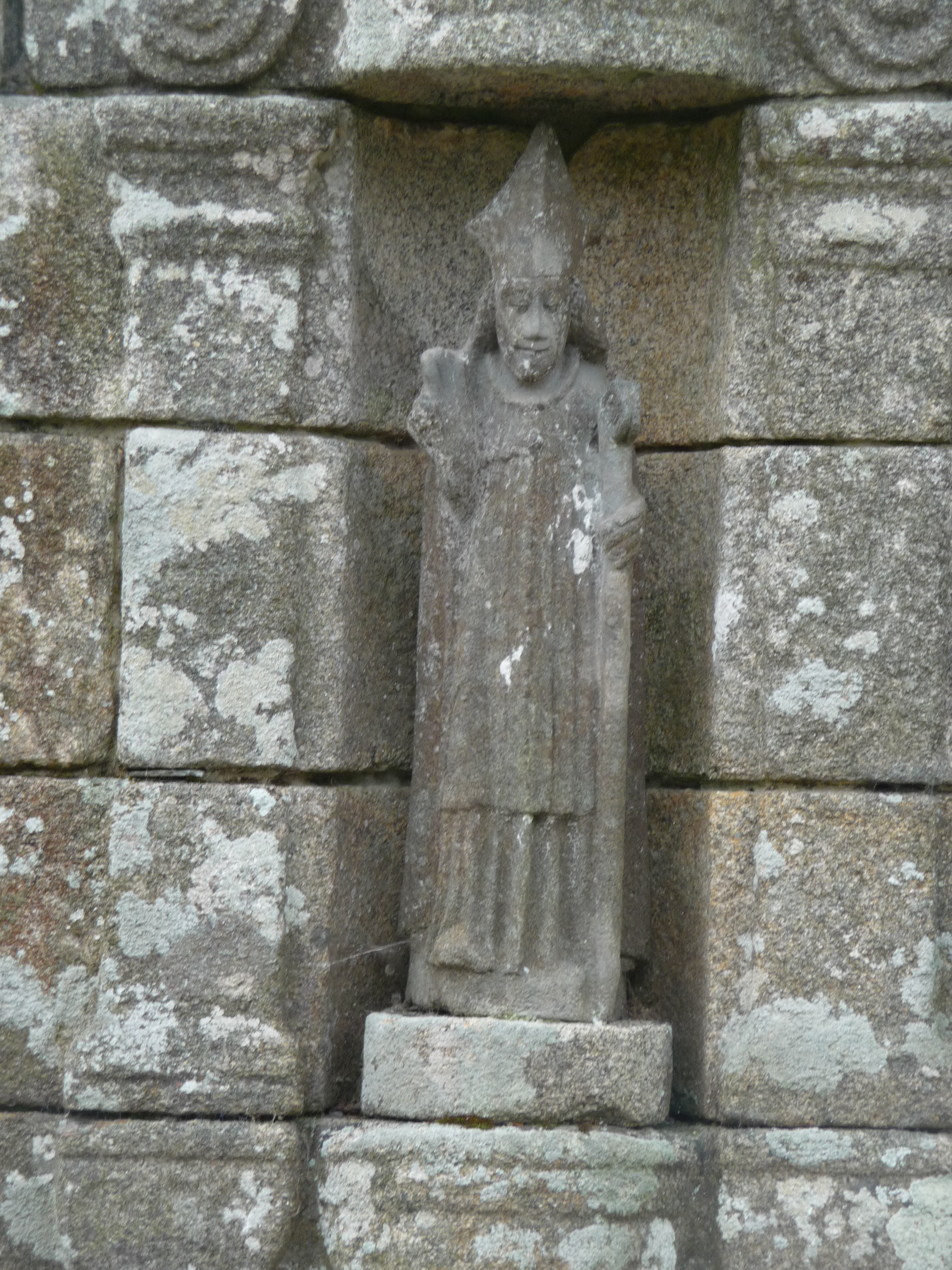
Плувьен: источник святого Жауа и его статуя